# Discipline (chanson)
Pour les articles homonymes, voir Discipline.
Singles de Nine Inch Nails
Capital G
(2007) Echoplex
(2008)
Discipline est une chanson de Nine Inch Nails parue peu de temps après la sortie du Halo 26 Ghosts I-IV. Cette chanson est disponible gratuitement sur le site officiel des NIN. Réalisée par Trent Reznor et Alan Moulder en moins de 24 heures, elle sera suivie peu après par la chanson Echoplex.
Plus tard on apprendra qu'il fait partie du nouvel album sorti le 5 mai, The Slip (Halo 27)
Les versions multitracks, sous forme de fichiers WAV, sont disponibles sur remix.nin.com

## Pistes
- Discipline Trent Reznor : 4:30

## Crédits
- Trent Reznor (paroles et musique)
- Alan Moulder (??)